# Nakai Riken

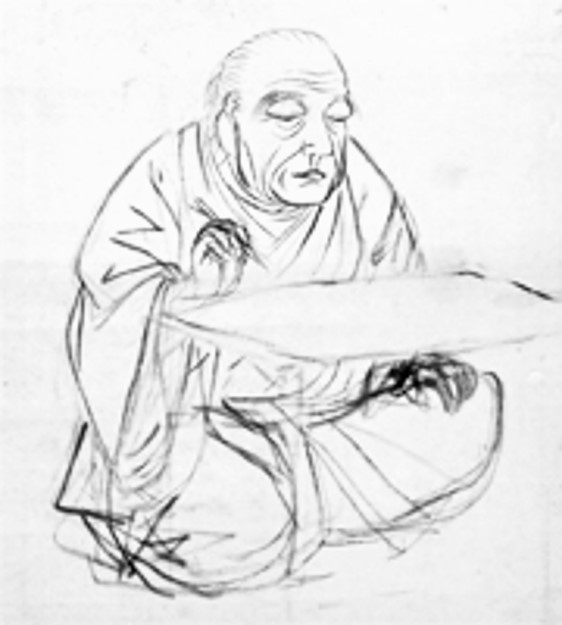
Nakai Riken

Nakai Riken (japanisch 中井 履軒; geboren 18. Juni 1732 in Osaka; gestorben 1. April 1817 daselbst) war ein japanischer Konfuzianer der späten Edo-Zeit.

## Leben und Wirken
Nakai Riken war ein Sohn von Nakai Shūan (中井 甃庵; 1693–1758), des zweiten Oberhaupts der Privatschule „Kaitokudō“ (懐徳堂). Sein älterer Bruder war Chikuzan (中井 竹山; 1730–1804). Er wurde im Alltag Tokuji (徳二) genannt, sein Spitzname war Shoshuku (処叔). Er studierte bei dem Gelehrten Goi Ranshu (五井 蘭洲; 1697–1772) Taoismus, aber hauptsächlich befasste er sich mit der Cheng-Zhu-Schule. So war sein akademischer Stil vielseitig.
Im Jahr 1766 eröffnete Nakai eine eigene Schule „Suisaikan“ (水哉館) im Stadtteil Izumi (和泉町) von Osaka und unterrichtete dort. Im Vergleich zu seinem älteren Bruder Chikuzan hatte er einen kleineren Bekanntenkreis und widmete sich ausschließlich der Forschung und dem Schreiben. Er zeigte auch Interesse an den sogenannten niederländischen Studien „Rangaku“, arbeitete mit dem Arzt und Astronomen Asada Gōryū (麻田 剛立; 1734–1799) zusammen und veröffentlichte dessen Autopsieergebnisse 1773 im Werk „Essoro-hitsu“ (越俎弄筆).

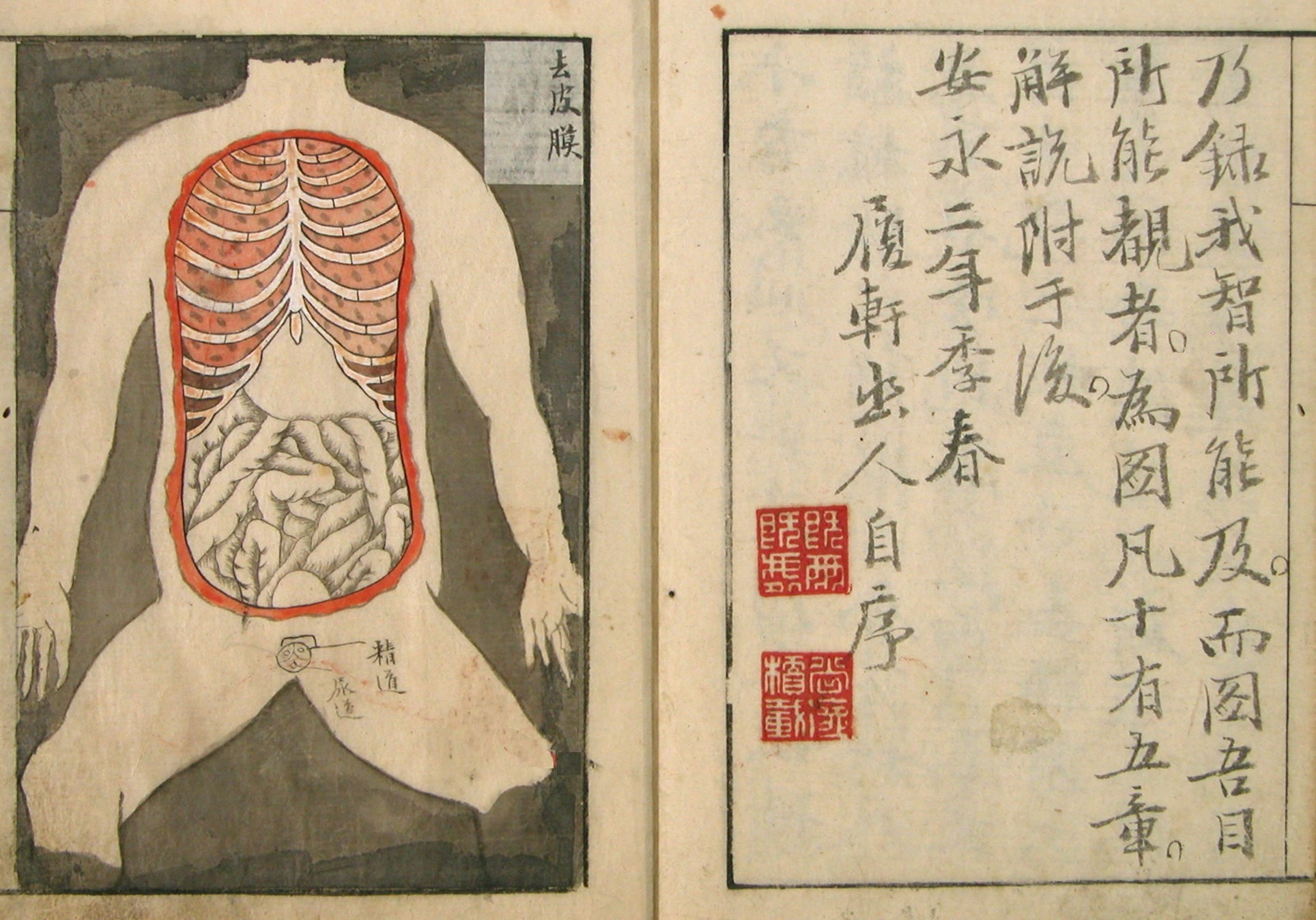
Seiten aus dem „Essoro-hitsu“

Nakai hat viele andere Werke geschrieben, aber zu seinen repräsentativen Werken gehören
- „Shichikei Hogen“ (七経逢原) – „Sieben Sutras Aihara“,
- „Shichikei Chōdairyaku“ (七経雕題略) – „Sieben Sutras Kurzfassung der Themen“ und
- „Nenseiroku“ (年成録) – „Jahrbuch“.